# Distrito de Vichy
El distrito de Vichy es un distrito (en francés arrondissement) de Francia, que se localiza en el departamento Allier, de la región Auvernia (en francés Auvergne). Cuenta con 11 cantones y 103 comunas.

## División territorial

### Cantones
Los cantones del distrito de Vichy son:
1. Cantón de Cusset-Norte
2. Cantón de Cusset-Sur
3. Cantón de Le Donjon
4. Cantón de Escurolles
5. Cantón de Gannat
6. Cantón de Jaligny-sur-Besbre
7. Cantón de Lapalisse
8. Cantón de Le Mayet-de-Montagne
9. Cantón de Varennes-sur-Allier
10. Cantón de Vichy-Norte
11. Cantón de Vichy-Sur

### Comunas
| 1. Abrest (03001)                    | 2. Andelaroche (03004)              | 3. Arfeuilles (03006)                 | 4. Arronnes (03008)                  |
| 5. Avrilly (03014)                   | 6. Barrais-Bussolles (03017)        | 7. Bellerive-sur-Allier (03023)       | 8. Bert (03024)                      |
| 9. Billezois (03028)                 | 10. Billy (03029)                   | 11. Biozat (03030)                    | 12. Bost (03033)                     |
| 13. Le Bouchaud (03035)              | 14. Boucé (03034)                   | 15. Le Breuil (03042)                 | 16. Broût-Vernet (03043)             |
| 17. Brugheas (03044)                 | 18. Busset (03045)                  | 19. Bègues (03021)                    | 20. La Chabanne (03050)              |
| 21. La Chapelle (03056)              | 22. Charmeil (03060)                | 23. Charmes (03061)                   | 24. Chassenard (03063)               |
| 25. Chavroches (03071)               | 26. Châtel-Montagne (03066)         | 27. Châtelperron (03067)              | 28. Châtelus (03068)                 |
| 29. Cindré (03079)                   | 30. Cognat-Lyonne (03080)           | 31. Creuzier-le-Neuf (03093)          | 32. Creuzier-le-Vieux (03094)        |
| 33. Créchy (03091)                   | 34. Cusset (03095)                  | 35. Le Donjon (03103)                 | 36. Droiturier (03105)               |
| 37. Escurolles (03109)               | 38. Espinasse-Vozelle (03110)       | 39. Ferrières-sur-Sichon (03113)      | 40. Gannat (03118)                   |
| 41. La Guillermie (03125)            | 42. Hauterive (03126)               | 43. Isserpent (03131)                 | 44. Jaligny-sur-Besbre (03132)       |
| 45. Jenzat (03133)                   | 46. Langy (03137)                   | 47. Lapalisse (03138)                 | 48. Laprugne (03139)                 |
| 49. Lavoine (03141)                  | 50. Lenax (03142)                   | 51. Liernolles (03144)                | 52. Loddes (03147)                   |
| 53. Luneau (03154)                   | 54. Magnet (03157)                  | 55. Mariol (03163)                    | 56. Le Mayet-d'École (03164)         |
| 57. Le Mayet-de-Montagne (03165)     | 58. Mazerier (03166)                | 59. Molles (03174)                    | 60. Montaigu-le-Blin (03179)         |
| 61. Montaiguët-en-Forez (03178)      | 62. Montcombroux-les-Mines (03181)  | 63. Monteignet-sur-l'Andelot (03182)  | 64. Montoldre (03187)                |
| 65. Neuilly-en-Donjon (03196)        | 66. Nizerolles (03201)              | 67. Le Pin (03208)                    | 68. Poëzat (03209)                   |
| 69. Périgny (03205)                  | 70. Rongères (03215)                | 71. Saint-Bonnet-de-Rochefort (03220) | 72. Saint-Christophe (03223)         |
| 73. Saint-Clément (03224)            | 74. Saint-Didier-en-Donjon (03226)  | 75. Saint-Didier-la-Forêt (03227)     | 76. Saint-Félix (03232)              |
| 77. Saint-Germain-des-Fossés (03236) | 78. Saint-Gérand-le-Puy (03235)     | 79. Saint-Loup (03242)                | 80. Saint-Léger-sur-Vouzance (03239) |
| 81. Saint-Léon (03240)               | 82. Saint-Nicolas-des-Biefs (03248) | 83. Saint-Pierre-Laval (03250)        | 84. Saint-Pont (03252)               |
| 85. Saint-Priest-d'Andelot (03255)   | 86. Saint-Prix (03257)              | 87. Saint-Rémy-en-Rollat (03258)      | 88. Saint-Yorre (03264)              |
| 89. Saint-Étienne-de-Vicq (03230)    | 90. Sanssat (03266)                 | 91. Saulzet (03268)                   | 92. Serbannes (03271)                |
| 93. Servilly (03272)                 | 94. Seuillet (03273)                | 95. Sorbier (03274)                   | 96. Thionne (03284)                  |
| 97. Treteau (03289)                  | 98. Trézelles (03291)               | 99. Varennes-sur-Allier (03298)       | 100. Varennes-sur-Tèche (03299)      |
| 101. Vendat (03304)                  | 102. Le Vernet (03306)              | 103. Vichy (03310)                    |                                      |